# Bohechío (ort)
Bohechío är en ort i Dominikanska republiken.   Den ligger i provinsen San Juan, i den centrala delen av landet, 110 km väster om huvudstaden Santo Domingo. Bohechío ligger 455 meter över havet och antalet invånare är 2 281.
Terrängen runt Bohechío är kuperad. Runt Bohechío är det ganska tätbefolkat, med 86 invånare per kvadratkilometer. Närmaste större samhälle är Padre Las Casas, 7,1 km sydost om Bohechío. Omgivningarna runt Bohechío är en mosaik av jordbruksmark och naturlig växtlighet.